# Sarah Jane
Sarah Jane – folkowa piosenka zaaranżowana przez Boba Dylana, nagrana przez niego w czerwcu 1970 r. i wydana na albumie Dylan w listopadzie 1973 r. Znana także jako Rockabout My Saro Jane, Rock About My Sarah Jane i Saro Jane.

## Historia i charakter utworu
Utwór ten został nagrany na czwartej sesji do albumu New Morning 2 czerwca 1970 r. w Columbia Studio E w Nowym Jorku. Na tej sesji Dylan nagrał jeszcze If Not for You: Alligator Man, Mary Ann (5 wersji), Time Passes Slowly, Spanish Is the Loving Tongue, Mr. Bojangles (2 wersje).
Dylan wykonywał już tę piosenkę w najwcześniejszym etapie kariery; np. nagrał ją już na taśmie w maju 1960 r. (tzw. St. Paul Tape). Powrócił do tego utworu w 1970 r. podczas nagrywania albumu New Morning. Przearanżował piosenkę, tak że brzmiała jak piosenka doo wop z elementami folku.
Piosenka na pewno pochodzi jeszcze sprzed wojny secesyjnej, gdyż w czasie jej trwania dopisano 6 zwrotkę. Starsze zwrotki związane są pracą na rzece i dotyczą okresu, gdy po Missisipi pływały parowe statki. Utwór ten ma także pewne odniesienia do erotyki, chociaż zakamuflowane.
Dylan nigdy nie wykonywał tej ballady na koncertach.

## Muzycy
- Bob Dylan – pianino, gitara, harmonijka, wokal

sesja czwarta
- Al Kooper – gitara, pianino, wokal
- Charlie Daniels – gitara basowa
- Ron Cornelius – gitara
- Russ Kunkel – perkusja
- Hilda Harris – chórki
- Albertine Robinson – chórki
- Maeretha Stewart – chórki

## Wykonania piosenki przez innych artystów
- Kingston Trio – Kingston Trio (1958)
- Odetta – My Eyes Have Seen (1959)
- Uncle Dave Macon – Early Recordings (1971)
- Album różnych wykonawców Old Virginia Fiddlers (1977)
- Matokie Slaughter & the Black Creek Buddies – Marimac (1990)
- Jazz Gillum – Key to the Harvey 1935–1942 (1996)